# Каменское (Мелитопольский район)
Каменское (укр. Кам'янське) — село,
Светлодолинский сельский совет,
Мелитопольский район,
Запорожская область,
Украина.
Бывшая немецкая колония Блюмштейн. Население — 292 человека (2001 год).

## Географическое положение
Село Каменское находится на левом берегу реки Молочная и месте впадения в неё реки Курошаны,
выше по течению примыкает село Светлодолинское,
ниже по течению на расстоянии в 1,5 км расположено село Прилуковка,
на противоположном берегу — село Троицкое.
Река в этом месте извилистая, образует лиманы, старицы и заболоченные озёра.
Через село проходит автомобильная дорога Т-0401.
Рядом проходит железная дорога, станция Светлодолинская в 1-м км.

## История
Село, основанное немцами-меннонитами в 1804 году, стало одним из первых 9 немецких сёл на Молочной реке, положивших начало Молочанским немецким колониям. Первопоселенцами стала 21 семья из Западной Пруссии: 8 семей из-под Мариенбурга, 7 из-под Эльбинга и 6 из-под Тигенхофа. Обершульце (главный староста) Клаас Винс назвал новое село Блюмштейном, в честь села в Западной Пруссии. По-немецки Blume означает цветок, Stein — камень.
Сельская община владела участком земли длиной 9 вёрст и шириной 1,5 вёрст, общей площадью 2170 десятин. На реке Курошаны была построена плотина и создан пруд для водоплавающей птицы.
4 сентября 1817 года в Блюмштайне случился пожар, уничтоживший 2/3 домов села.
21 мая 1818 года проездом из Крыма на север в Блюмштайне останавливался император Александр I.
До 1871 года село входило в Молочанский меннонитский округ, затем — в Гальбштадтскую (Молочанскую) волость Бердянского уезда.
В 1908 году в Блюмштейне работали ветряная мельница Вильгельма Лёвена, красильные мастерские Корнелиуса Фаста и Герхарда Тиссена, кузница Генриха Госсена.
В 1926 году в селе действовала начальная школа.
В голод 1932—1933 годов 2 жителя села умерли от голода.
В 1941 году, после начала Великой Отечественной войны, проживавшие в Альтенау немцы были депортированы. Операция по депортации этнических немцев и меннонитов, проживающих в сёлах Мелитопольского района, была начата органами НКВД 25 сентября 1941 года, а уже в начале октября село было занято немецкими войсками.
В 1945 году село было переименовано в Каменское.

## Население
В таблице представлена динамика численности населения в Каменском:
| Год  | Население |
| ---- | --------- |
| 1818 | 164       |
| 1838 | 294       |
| 1856 | 504       |
| 1864 | 518       |
| 1886 | 550       |

| Год  | Население |
| ---- | --------- |
| 1889 | 362       |
| 1897 | 531       |
| 1905 | 510       |
| 1911 | 606       |
| 1915 | 625       |

| Год  | Население |
| ---- | --------- |
| 1918 | 488       |
| 1923 | 510       |
| 1926 | 478       |
| 1939 | 544       |
| 2001 | 292       |

До 1941 года основную часть населения Альтенау составляли немцы (83 % в 1897 году, 98 % в 1923, 97 % в 1926).